# إيرين موراليس
إيرين موراليس (بالإسبانية: Irene Morales Galaz) هي جندية تشيلية، ولدت في 22 أكتوبر 1848 في La Chimba ‏ في تشيلي، وتوفيت في 25 أغسطس 1890 في سانتياغو في تشيلي.